# Charkowskie Muzeum Historyczne
Charkowskie Muzeum Historyczne imienia Mykoły Fedorowycza Sumcowa (ukr. Харківський історичний музей імені М. Ф. Сумцова, ros. Ха́рьковский истори́ческий музе́й имени Н. Ф. Сумцова) – muzeum znajdujące się w Charkowie na Ukrainie. Poświęcone jest ukraińskiej kulturze i historii. W pobliżu znajdują się dwie stacje  charkowskiego metra: Istorycznyj Muzej i Majdan Konstytucji. Nazwa pierwszej z nich nawiązuje do muzeum.

## Historia

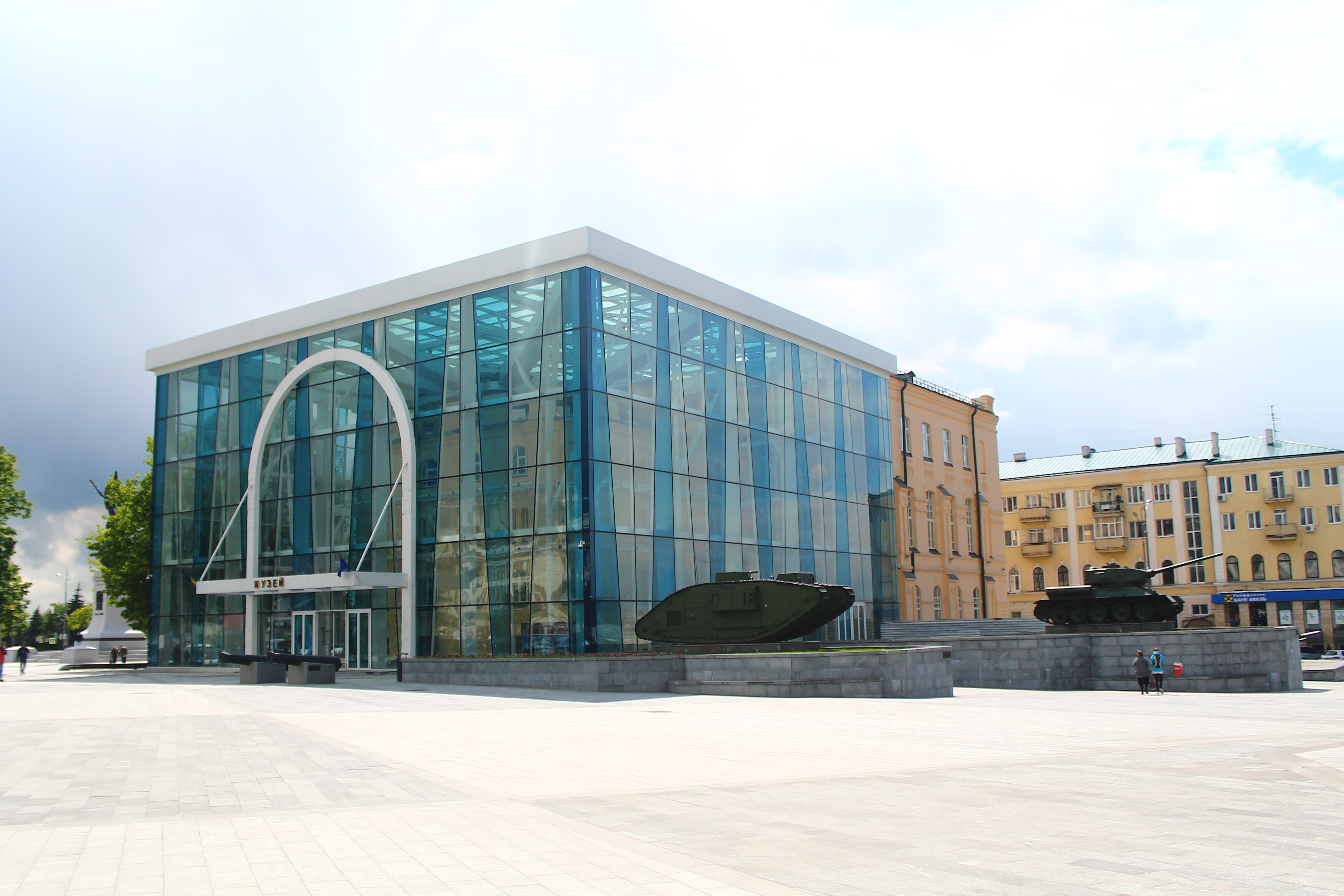
Gmach muzeum od strony Majdanu Konstytucji

Muzeum zostało założone 21 stycznia 1920 roku z inicjatywy Mykoły Sumcowa. Ówcześnie nosiło nazwę Muzeum Ukrainy Słobodzkiej (ros. Музей Слободской Украины). W 1922 roku placówka została nazwana imieniem Hryhorija Skoworoda. Na początku lat trzydziestych XX wieku przeprowadzono zmiany, muzeum zostało przekształcone w historyczne, a dotychczasowi pracownicy zostali wymienieni. Znaczna część zbiorów została przekazana Ukraińskiej Galerii Sztuki. Na początku lat czterdziestych charkowskie muzeum było jednym z największych w Ukraińskiej SRR. Posiadało ono wówczas powyżej 100 tysięcy obiektów. Podczas wielkiej wojny ojczyźnianej gmach został uszkodzony, a kolekcja została niemalże całkowicie zniszczona. Po wojnie odnowiono budynek i uzupełniono wystawę nowymi zbiorami. W latach 90 muzeum zostało przeniesione do gmachu powstałego w 1908 roku. 18 czerwca 2015 roku została zmieniona nazwa na cześć Mykoły Sumcowa. 16 stycznia 2020 roku z okazji 100 rocznicy utworzenia muzeum Narodowy Bank Ukrainy wyemitował monety okolicznościowe z wizerunkiem gmachu muzeum.

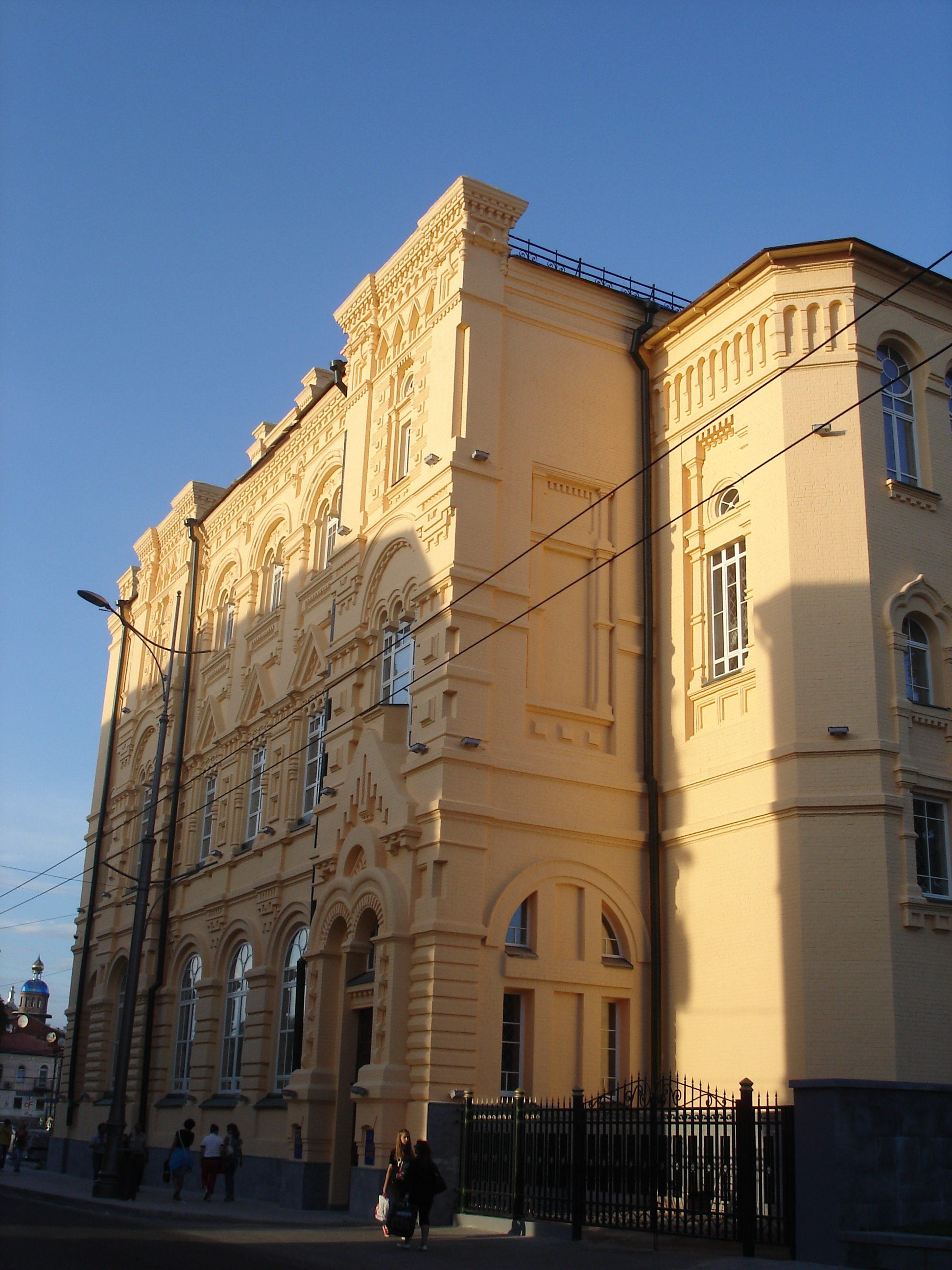
Muzeum od strony ul. Uniwersyteckiej

## Wystawy
- Archeologia regionu charkowskiego
- Region charkowski podczas średniowiecza oraz panowania Kozaków
- Tradycje grup etnicznych regionu charkowskiego
- Kozacy w historii Ukrainy
- Charków w XIX wieku
- Charkowianie podczas I wojny światowej
- Region charkowski podczas Rewolucji Październikowej i latach 1917–1940
- II wojna światowa
- Charków w ZSRR (1943–1991)
- Operacja antyterrorystyczna